# Šenderis Giršovičius
Šenderis Giršovičius (ur. 20 marca 1953 w Kielmach) – litewski piłkarz, grający na pozycji pomocnika, trener piłkarski.

## Kariera piłkarska

### Kariera klubowa
W 1968 roku rozpoczął karierę piłkarską w drużynie Statyba Panevėžys. W latach 1972–1973 służył w wojsku grając w SK Łuck. W 1974 bronił barw Žalgirisu Wilno. W następnym roku przeszedł do Daugavy Ryga, ale po pół roku przeniósł się do Atlantasu Kłajpeda. W 1978 został piłkarzem Klaipėdos Granitas, gdzie zakończył karierę w roku 1981.

## Kariera trenerska
Karierę szkoleniowca rozpoczął w 1986 roku. Trenował kluby Tauras Taurogi i Sirijus Kłajpeda. Od 1992 pomagał trenować narodowej reprezentacji Litwy, a 12 lipca 1992 w jednym meczu zastępował głównego trenera Algimantasa Liubinskasa. Również 1 i 21 lutego 1993 był na czele reprezentacji. Od 1995 do 1996 prowadził FBK Kaunas, a latem 1996 został zaproszony do klubu Liepājas Metalurgs. W latach 1997–1998 trenował zespół FK Kareda. Później ponownie pracował w FBK Kaunas. W 2002 najpierw trenował Atlantas Kłajpeda, ale potem przeniósł się do Rodovitas Kłajpeda. Od kwietnia do września 2004 ponownie stał na czele FBK Kaunas. W latach 2009–2010 powrócił na stanowisko głównego trenera Atlantasu Kłajpeda. Od 2010 do 2013 zajmował stanowisko dyrektora sportowego w Metalurgs Lipawa, a potem kierował Taurasem Taurogi. W grudniu 2014 objął stanowisko dyrektora sportowego w Sillamäe Kalev.

## Sukcesy i odznaczenia

### Sukcesy trenerskie
FBK Kaunas
- mistrz Litwy: 1999, 2000, 2004
- zdobywca Pucharu Litwy: 1995, 2004